# Yellow kim
Aju Meosjin, conocido como el coreano Bonelli (Pyongyang, 7 de mayo de 1946), es un caricaturista norcoreano, más conocido por dar a luz a la editorial Yellow Kim.

## Biografía
La familia Meosjin fundada en los primeros años treinta una pequeña imprenta en la ciudad de Wonsan-Si (원산 시; 元山 市), una ciudad portuaria de la que procedía muchos bienes del extranjero, especialmente de Japón, incluyendo grabados, libros y cómics . Después de la división de Corea, la familia se traslada a la capital, Pyongyang (평양?, 平壤), donde se especializa en grabados y litografías, con temas sobre un tema gubernamental, como propaganda o libros escolares. Apenas un año después de la transferencia, nació Aju Meosjin, que trabajó de adolescente con su padre. La gran cantidad de textos recopilados durante muchos años por la familia, especialmente el primer manga japonés, llevaron al niño a apasionarse por dibujar, crear y distribuir los primeros cómics satíricos de Corea del Norte, sin mucho éxito. A la muerte de su padre en 1963, la actividad del tipógrafo estará flanqueada por la creación de la editorial Yellow Kim, en completo secreto. 
De hecho, el joven editor, además de imprimir sus obras, comenzará la recogida de material de artistas locales, la impresión por su propia cuenta y sin encontrar un distribuidor de bienes, es el tema de sus producciones, tanto por negarse a imprimir gruim-Chaek , los dibujos impresos de propaganda gubernamental. Los primeros trabajos notables se deben a la colaboración con dos viejos amigos: San Pak Doo-Kil (la historia de un niño y su caballo, publicado 1962-1968) y Jibang Gae, grabar en madera cómica de Shin Jung jin (literalmente traducido como Cane Ciotto, una mini serie de 9 números lanzados entre 1969 y 1970 cuando un acane escapa al matadero). También en 1968, el cómic también es acompañado por una revista satírica, Cry, de los cuales se recuperaron 400 números, como un recuento en varias entrevistas el experto y fundador de revistas como El Hombre y Frigidaire, Vincenzo Sparagna, que Aju Meosjin tendrá una correspondencia cercana por años. En 1974 Chollima, en la que el protagonista es un caballo alado que desafía a la policía, que aparece por primera vez el símbolo rasgos de la producción amarillo Kim: la confrontación con las autoridades, la aventura, y la dependencia del alcohol . El autor de Chollima, Yuquing, será detenido y llevado a un centro de rehabilitación, donde se reunirá con Zhang Janpin, que va a crear los collages famosos para revistas de ciencia ficción escrita por el joven Hu-Pi Tho intelectual. Los tres en la cárcel trabajarán juntos por más de diez años, y cuando sean libres, AJu Meosjin estará esperándolos, quienes han recopilado, presentado y producido su trabajo a lo largo de este período. Cuenta la leyenda que muchas de las obras escaparon de la prisión como basura, que el joven autor iba a rebuscar, y luego reconstruyeron pieza por pieza las preciosas historias. La ciencia ficción es uno de los géneros fundamentales de la joven editorial, que con Nebu-Gong-Gan de 1967 a 1972 animó las lecturas de muchos jóvenes norcoreanos. La revista, literalmente traducida como el Espacio Interior, fue prohibida en 1972 y se convirtió en un crimen poseerla. Será reemplazado por la colección Megasuperobocat, que de 1975 a 1980 también incluirá al cantante y filósofo Lee Yeon-Suk. Si en el primer período (1962-1974) los animales son los protagonistas de sus collares, en los últimos años 70 también surgen trabajo más político, sucio y en el que los sujetos se reconocen abiertamente, sin recurrir a metáforas de toda la úlcera del pueblo de Ingi Gweyang y la resistencia mongoloide de Pa-Cho kon y Bong-Ho. En los primeros cientos de dibujos animados desesperados y antimilitaristas protagonizada por caras conocidas del Ejército Popular reduce a la existencia grotesca, que se envían en secreto al autor amarillo Kim, mientras que en el caso de los mongoloides los dos autores, dos chicos jóvenes de ascendencia africana, para dibujar años en prisión con sus propios líquidos corporales y humores hermosos dibujos, como un himno a la libertad. Su trabajo será recopilado por años pero publicado solo en 1985. Hacia mediados de los años setenta, Aju Meosjin amplía su redacción, añadiendo nuevos autores colaboradores de siempre, que ya habían escrito y diseñado para encajar régimen, sin embargo, la censura, no dar a luz a algunas obras tan fuertes que sus efectos se van a plantear en Europa: por encima de todo, las obras completas de Koiro Pyongdandongsariwonan, dijo Yi, la epopeya de la Rong Fu, roedores perezosos que luchan contra el régimen con indiferencia Operoso Beaver Hu, que influyó significativamente en la obra del artista como el italiano Adriano Carnevali admitido por él mismo en 2016. 
La lucha contra la censura lleva a Yellow Kim a producir material erótico y pornográfico, profundamente filtrado por la cultura y los tabúes de su país. Digno de mención son la revista PORNgyang, producido a partir de 1972 hasta 1999 (las obras más recientes impidió el editor) y las juntas de Officine del Popolo, Mon Yoon Suk, pero para los cuales hay poco material. También tenga en cuenta el trabajo de Baek Yeon, de las que son, sin embargo, perdieron ostati mayoría todos original pero hay muchas antologías, como Chong y Libseutig (La barra de labios de la pistola) o Jeong AOG, siendo intraducible, pero de la que se hizo en un cartón dibujo dibujado de Hiroshi Harada, nunca proyectado. Las caricaturas siempre serán una de las quimeras de la producción csa, que nunca podrá producir de manera regular, dada la gran dificultad de encontrar cines dispuestos a hacer visibles tales obras peligrosas. En el mundo de la animación, podemos recordar Kim Mi-wa ratón Potgan Jon Su-Goi Ehhm, donde un tipo de profesor le gusta crear bombas, y de los cuales hay bocetos, y la historia del anime asombro, Keynes Kwen Ko, conmovedora historia dificultad y soledad. Las primeras quejas y los primeros arrestos no desalientan a Aju Meosjin, quien, por el contrario, encuentra nuevos autores ansiosos de participar en su serie editorial. A principios de los años ochenta, Yellow Kim crea títulos similares en todos los aspectos al formato Marvel o DC Cómics, con superhéroes reales cuyas superpotencias se usan para combatir al régimen. Este es indudablemente el punto más alto de la editorial, con los trabajos del colectivo Hondon y Beolgeo beos-eun Namjia. El primero con Kósmic Corea, este último con el trío de autores HYN Ki Nari, Han-Jin Gohn y Naijongo Kin III, que con personajes como Supersurgeon relanzar el Kim amarillo, por lo que este nombre por primera vez a conocer fuera de las fronteras nacionales, y hacer de AJu Meosjin un símbolo de la lucha en la autoproducción, ahora a escala global. Sin embargo, prácticamente no hay fotos de él, y casi nada de su material ha salido de las fronteras del país, excepto en 1989, cuando, después de la caída del Muro de Berlín, logró mantener una breve correspondencia con algunos autores y revistas europeas, incluidos Frigidaire y Cannibale en Italia, Metal Hurlant en Francia, Screw y Mad en los Estados Unidos. Algunos autores occidentales, con una visa de los partidos comunistas de la época, logran encontrarse secretamente con Aju Meosjin, en lo que más tarde será reconocido como el "famoso y ahumado" salón 69 del Hotel Internacional Yanggakdo. En esta sala el editor y dibujante, con la ayuda de burlesque actriz Carmen Choi, amante de un conocido político, no puede recibir fugazmente autores de la sátira y subterránea, con lo que crea historias y personajes para su querido hogar amarillo Kim.  El encuentro con artistas, músicos, autores y pensadores de todo el mundo lleva al autor a crear algunas de las revistas más interesantes y brillante de toda su vasta producción, tales como la trama humana, una historia dibujada 50 manos protagonizada por Leonardo da VInci y un niño contra los antiguos faraones de Egipto, una obra gigante nunca terminó. Otra consecuencia de la gran influencia occidental es la revista Seppuku, fanzine de música real de los cuales solo sobrevivió un número mimeografiado 1984, con entrevistas al punk rockeros Hyun Ganjun y los cuáqueros grupo. La música es un punto clave en la vida de Aju Meosjin, el video-opera única existente en la actualidad es proporcionada por Vivo desde fuera del espacio, el punk de reggae soviéticos banda amada Carmen Choi, cantante, diseñadora de moda y bailarina. 
La música es el hilo incluso con el colega historiador, amigo y artista ecléctica Syg Moon, que para entonces estableció una extensa correspondencia también con Vittore Baroni, Andrea Pazienza y Vincenzo Sparagna, dar a luz a revistas como bombardero y desmembrar el Álamo !, que todavía representan el primer caso de colaboración real en italiano con la prensa Yellow Kim.

## Historietas
- Kumgangsan Gangster, Pyongyang, Yellow Kim, 1955.
- Far East Cowboys&Cowgirls, Pyongyang, Yellow Kim, 1960.
- San di Pak Doo-Kil, Pyongyang, Yellow Kim, 1963.
- Batmarx&Lenin, Pyongyang, Yellow Kim, 1968.
- Jibang Gae, Pyongyang, Yellow Kim, 1969.
- Yanggakdo Hot Hot Hotel, Pyongyang, Yellow Kim, 1971.
- Uncle SAMsung, Pyongyang, Yellow Kim, 1972.
- Chollima, di Yuquing, Pyongyang, Yellow Kim, 1974.
- Kosmic Korea, collettivo Hondon, Yellow Kim, 1984.
- Supersurgeon, di Han-Jin Gohn, Pyongyang, Yellow Kim, 1985.
- Uncle SAMsung, Pyongyang, Yellow Kim, 1988.

## Revistas
- Nebu-Gong-Gan, dal 1967 al 1972.
- Grido, di Vyenzohog Fryghalig, Pyongyang, Yellow Kim, 1968.
- Bang!, di Sado Ba Duk, Pyongyang, Yellow Kim, 1970 circa.
- PORNgyang, Yellow Kim, 1972-1999.
- Bomber, Yellow Kim, 1978-1980.
- Dismember the Alamo! 1983.
- Seppuku, Yellow Kim, 1984.

## Colección
- L'Ulcera del Pueblo, di Ingi Gweyang, Yellow Kim,1967-1972.
- Megasuperobocat, Pyongyang, Yellow Kim, 1975-1980.
- Chong-e Libseutig, di Baek.Yeon, Yellow Kim, 1980.
- Jeong Aog, Baek.Yeon, Yellow Kim, 1982.
- La conspiración humana, Yellow Kim, 1984.
- Mongoloid Resistance, di Pa-Cho kon e Bong-Ho, Pyongyang, Yellow Kim, 1985.

## Animación
- Kim-Mi Mouse wa Potgan di Jon Su-Goi Ehhm, primi anni sessanta.
- Storia delle Anime Attonite, di Keynes Kwen Ko, 1980.

## Video
- A warning and an ultimatum, live del gruppo From Out a Space durante la tournée sudcoreana del 1986.